# Négy siratóének
1910-ben keletkezett a kicsivel több mint 8 perc hosszúságú 4 siratóének című ciklus, aminek szerzője Bartók Béla (op. 9a – Sz. 45 – BB 58).
Az 1909–1910-es években keletkezett a sorozat, amely első kiadásában tévesen op. 8/b jelzést visel.
Somfai László a hanglemez ismertetőjében figyelmeztet a cím megtévesztő voltára: a darabok nem a magyar népi siratók stilizált változatai, ezeket a mű komponálása idején Bartók még nem ismerhette. A második tételt Bartók meghangszerelte: ez lett a Magyar képek (1931) „Melódia” című harmadik tétele.
- Tételek:

1. Adagio
2. Andante
3. Poco lento
4. Assai andante

## Autográf anyagok
- Vázlatok az 1. és 3. számhoz: Fekete zsebkönyv (Bartók Archívum, Budapest: BH206) fol. 11r, 12r.
- Fogalmazvány, 1–4. szám (a BB 54/III fogalmazványával és az 1. siratóének Márta-kézírású kópiájával) (Bartók Péter magángyájteménye: 26PID1); a metszőpéldány lappang.
- A Rózsavölgyi 3438 elsőkiadás (1911) javított korrektúralevonata (NLSE, Kodály collection Ms 21579, pp. 53–60); a revideált Elkan kiadás, 1945, metszőpéldánya lappang.